# فرانچسکو میانو-پتا
فرانچسکو میانو-پتا (انگلیسی: Francesco Miano-Petta؛ زادهٔ ۱۲ آوریل ۱۹۷۹) کشتی‌گیر اهل ایتالیا است.